# Knock Nevis (schip, 1979)

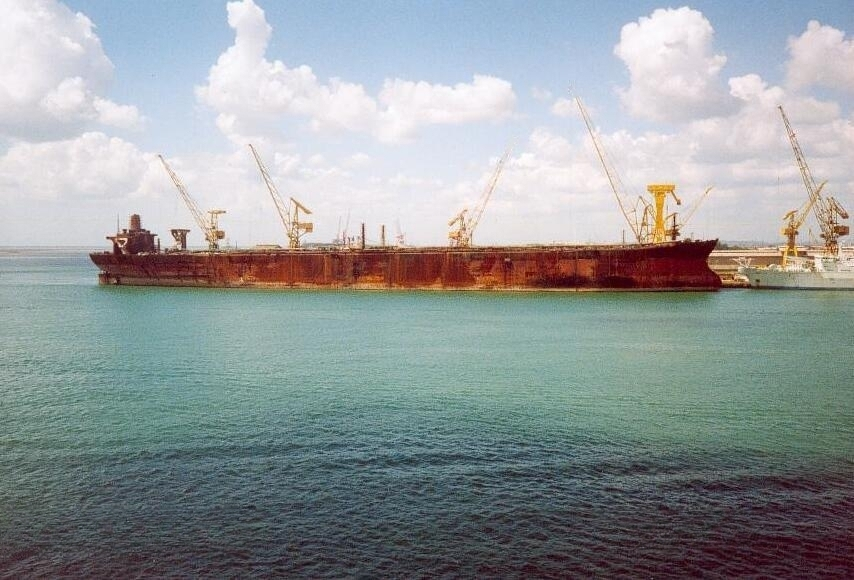
Als "Seawise Giant" - Singapore, 1990

De Knock Nevis in vergelijking met andere schepen van formaat

De Knock Nevis was een speciaal soort schip dat werd gebruikt om aardolie op te slaan, een FSO. Voordat het die functie kreeg, was het een mammoettanker. Het is het langste schip dat ooit is gebouwd. Totdat het in 2004 werd omgebouwd gold het als het grootste schip ter wereld. Voor de verbouwing behoorde het schip tot de ULCC klasse, wat staat voor Ultra Large Crude Carrier. De vier schepen van de Batillus-klasse hadden een grotere brutotonnenmaat (dwt).

## Bouw
Na de oliecrisis van 1973 ontstond een grote vraag naar mammoettankers. In Japan werden op verschillende werven tankers gebouwd. Oorspronkelijk werd het schip gebouwd als Porthos. Het schip zou worden verkocht aan een Griekse scheepsmagnaat, maar die weigerde het schip af te nemen vanwege trillingen in de stoomturbines. Het werd zonder naam te water gelaten en werd opgelegd voor eigen rekening van de werf als Oppama. Het werd uiteindelijk verkocht aan de scheepsmagnaat Tung Chao Yung, oprichter en eigenaar van de Orient Overseas Line. Die vroeg om de oorspronkelijke capaciteit te verhogen.
Het schip werd verlengd tot 440 meter, waarmee dit het langste schip ter wereld werd, en ging daarmee van 480.000 ton naar 564.739 ton. De verlenging werd uitgevoerd door Nippon Kokan, Tsu shipyard. In 1979 werd het schip onder zijn eerste naam Seawise Giant opgeleverd aan Universal Petroleum Carriers Inc. 'Seawise' staat voor de initialen C.Y. van Tung. De tanker opereerde toen in de Golf van Mexico en de Caraïbische Zee onder de vlag van Liberia. Later exporteerde het schip olie uit Iran.
De Seawise Giant kon door de diepgang van 24,6 meter het Kanaal niet passeren. Voor het Suezkanaal en het Panamakanaal was het schip dus zeker ook te groot. De diepgang was ook te veel voor de meeste grote zeehavens. Vaak worden mammoettankers via boeien en pijplijnen op zee geladen en gelost.

## Levensloop
In de jaren 80 vochten Irak en Iran, twee belangrijke olielanden, de Irak-Iranoorlog uit. Tijdens deze oorlog was een olietanker uit het ene land een militair doelwit voor het ander. Op 14 mei 1988 werd het schip door de Iraakse luchtmacht met Exocet-raketten aangevallen op de Hormuz Terminal. Daarbij vielen drie doden. Het schip werd total loss verklaard. Het werd verkocht aan Norman Intnl A/S uit Noorwegen, die het in 1989 de naam Happy Giant gaf, onder Noorse vlag bracht en op de Keppel-scheepswerf in Singapore liet herbouwen. Het kwam in 1991 weer in de vaart onder de naam Jahre Viking als tanker van grt 260.851 ton voor K/S Jahre Viking.

### FSO
In maart 2004 werd de Jahre Viking aan First Olsen Tankers Pte. Ltd. verkocht. In een droogdok in Dubai werd het aangepast om als FSO dienst te doen. Onder de nieuwe naam Knock Nevis opereerde de FSO sindsdien voor de olievelden van Al Shaheen in de wateren van Qatar. In januari 2010 arriveerde het onder de naam Mont bij het Indiase Gujarat strand van Alang. Daar werd het op het strand gezet en gesloopt.